# Himno Nacional de Hungría
Himnusz, también conocido por su primer verso, "Isten, áldd meg a magyart" (es. Dios, bendice a los húngaros) es el himno nacional de Hungría desde 1844, y como tal aparece mencionado en la Constitución de Hungría. La letra fue escrita por Ferenc Kölcsey, y la música fue compuesta por Ferenc Erkel. El poema Szózat, de Mihály Vörösmarty, goza de un estatus similar a Himnusz, de tal manera que ésta suele tocarse al principio de los actos oficiales, y aquella al final.

## Letra
La primera estrofa se canta oficialmente en las ceremonias.[cita requerida]
| Húngaro original | Traducción al español |
| Isten, áldd meg a magyart Jó kedvvel, bőséggel, Nyújts feléje védő kart, Ha küzd ellenséggel; Bal sors akit régen tép, Hozz rá víg esztendőt, Megbűnhődte már e nép A múltat s jövendőt! Őseinket felhozád Kárpát szent bércére, Általad nyert szép hazát Bendegúznak vére. S merre zúgnak habjai Tiszának, Dunának, Árpád hős magzatjai Felvirágozának. Értünk Kunság mezein Ért kalászt lengettél, Tokaj szőlővesszein Nektárt csepegtettél. Zászlónk gyakran plántálád Vad török sáncára, S nyögte Mátyás bús hadát Bécsnek büszke vára. Hajh, de bűneink miatt Gyúlt harag kebledben, S elsújtád villámidat Dörgő fellegedben, Most rabló mongol nyilát Zúgattad felettünk, Majd töröktől rabigát Vállainkra vettünk. Hányszor zengett ajkain Ozmán vad népének Vert hadunk csonthalmain Győzedelmi ének! Hányszor támadt tenfiad Szép hazám, kebledre, S lettél magzatod miatt Magzatod hamvvedre! Bújt az üldözött, s felé Kard nyúlt barlangjában, Szerte nézett s nem lelé Honját a hazában, Bércre hág és völgybe száll, Bú s kétség mellette, Vérözön lábainál, S lángtenger fölette. Vár állott, most kőhalom, Kedv s öröm röpkedtek, Halálhörgés, siralom Zajlik már helyettek. S ah, szabadság nem virúl A holtnak véréből, Kínzó rabság könnye hull Árvánk hő szeméből! Szánd meg Isten a magyart Kit vészek hányának, Nyújts feléje védő kart Tengerén kínjának. Bal sors akit régen tép, Hozz rá víg esztendőt, Megbűnhődte már e nép A múltat s jövendőt! | Dios, bendice al húngaro Con abundancia y buen ánimo, Bríndale tu brazo protector, Si se enfrenta al enemigo; A quien la mala suerte carcome, Tráele un año alegre Ha sufrido este pueblo bastante ¡El pasado y el porvenir! A nuestros ancestros trajiste Al santo monte de los Cárpatos, Por ti obtuvo una bella patria La sangre de Bendegúz. Y donde murmuraba la espuma Del Danubio y del Tisza La heroica progenie de Árpád Florecía. Por nosotros, en los campos de Kunság Agitaste espina madura, En los viñedos de Tokaj Instilaste néctar. A menudo plantaste nuestra bandera En fortín de salvajes turcos, Y vertió las tristes tropas de Matías El castillo orgulloso de Viena. Ay, pero por nuestros pecados Se inflamó la ira en tu pecho, Y esparcías tus rayos, En tu cielo atronador, Ahora la flecha del mongol ladrón Hiciste silbar sobre nosotros, Luego el yugo turco Nos pusimos a los hombros. ¡Cuántas veces resonaba en los labios Del salvaje pueblo otomano, En los osarios de nuestras vencidas tropas El canto de la victoria! Cuántas veces te atacó tu propio hijo En tu seno, mi bella patria, Y por tu retoño te convertiste En su urna funeraria. Se escondía el perseguido, y hacia él Una espada se extendía en su cueva, Miraba a todas partes no hallando Su patria en su tierra, Sube al monte, baja al valle, A su lado hay dudas y tristeza, Mar de sangre ante sus pies, Y de llamas sobre su cabeza. Castillo fue, ahora un montón de piedras, Buen humor y alegría reinaban, Ahora agonía y lamento Hay en su lugar. Y ah, la libertad no goza De la sangre de los muertos Caen lágrimas de prisión atroz De los ardientes ojos de los huérfanos. Compadécete, Señor, del húngaro. Al que catástrofes arrojaban, Bríndale tu brazo protector Para el mar de sus torturas. A quien la mala suerte carcome Tráele un año alegre Ha sufrido este pueblo bastante ¡El pasado y el porvenir! |